# Granticka
Granticka (Phellinus chrysoloma) är en svampart som först beskrevs av Elias Fries, och fick sitt nu gällande namn av Donk 1971. Granticka ingår i släktet Phellinus och familjen Hymenochaetaceae.  Arten är reproducerande i Sverige. Inga underarter finns listade i Catalogue of Life.